# 유령선

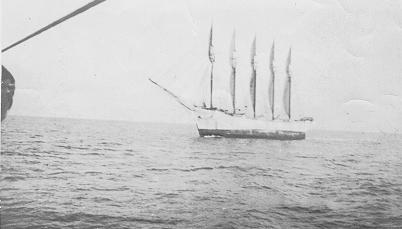
1921년 1월 28일 케이프 룩아웃 라이트십에서 본 의문의 버려진 스쿠너 캐롤 디링(Carroll A. Deering). (미국 해안경비대)

유령선(幽靈船)은 초상현상 중 하나이다. 유령이 타고 있다고 하는 선박을 말한다.
유령선은 승무원이 탑승하지 않은 선박이다. 방황하는 네덜란드선(Flying Dutchman)과 같은 가상의 유령 선박이거나 메리 셀러스트호와 같이 승무원이 실종되거나 사망한 채 표류한 채 발견된 선박일 수 있다. 현재 이 용어는 잘 쓰이지는 않지만 아직 폐기되지 않은 선박뿐 아니라 로프가 풀려서 바람이나 파도에 휩쓸려 발견된 표류 보트에 가끔 사용된다.

## 같이 보기
- 유령 도시